# Tiulenovo, Dobrici
Tiulenovo (în bulgară Тюленово, până în 1942 Kalacichioi - satul sabiei) este un sat în partea de nord-est a Bulgariei, pe malul Mării Negre. Aparține de Obștina Șabla, Regiunea Dobrici, Dobrogea de Sud. 
În apropierea localității se află un complex megalitic numit „Mănăstirile din piatră“. El cuprinde morminte săpate în stâncă de către populații ce practicau cultul soarelui. Locuitorii satului sunt de origine găgăuză. Tiulenovo este primul locație în care s-a descoperit petrol în Bulgaria (la data de 31.05.1951). Exploatare de petrol și gaze naturale.
Între anii 1913-1940 a făcut parte din plasa Balcic a județului Caliacra, România. Localitatea se numea Calicichioi.

## Demografie
Componența etnică a satului Tiulenovo
     Bulgari (96,42%)
     Nicio identificare (3,57%)
     Altele (0%)
La recensământul din 2011, populația satului Tiulenovo era de 56 locuitori. Din punct de vedere etnic, majoritatea locuitorilor (96,42%) erau bulgari. Pentru 3,57% din locuitori nu este cunoscută apartenența etnică.